# Thomas D. Trummer
Thomas D. Trummer (* 2. August 1967 in Bruck an der Mur) ist ein österreichischer Kurator und Kunsthistoriker. Seit 1. Mai 2015 ist Trummer Direktor des Kunsthaus Bregenz (KUB) (vertraglich bis April 2030).

## Leben
Trummer studierte Musik, sowie Philosophie und Kunstgeschichte in Graz. Er arbeitete am Institut für Kunstgeschichte der Universität Graz und als freier Kurator am Grazer Kunstverein, anschließend zehn Jahre als erster Kurator für Gegenwartskunst an der Österreichischen Galerie Belvedere (1996–2006) in Wien. In dieser Funktion gründete Trummer das Atelier Augarten, dem späteren TB21 Augarten Contemporary. Nach internationalem Wettbewerb 2006–2007 wurde Trummer zum ersten „Hall Curatorial Fellow“ am Aldrich Contemporary Art Museum in Ridgefield, Connecticut berufen. Anschließend war er für das Siemens Arts Program und die Siemens Stiftung als Projektleiter Bildende Kunst mit Sitz in München tätig. (2007–2011) In dieser Funktion erarbeitete Trummer zahlreiche Ausstellungen und Kooperationsprojekte unter anderem für Museen in Belgrad, Kiew, Detroit, Chicago, Brüssel, Budapest, Buenos Aires und Zürich. Im Jahr 2010 war er Visiting Scholar am ACT MIT Program in Art, Culture and Technology, am Massachusetts Institute of Technology in Cambridge, MA. 2011–12 realisierte er mit Kasper König die Ausstellung „Vor dem Gesetz“ am Museum Ludwig in Köln. Seit 2013 gehört Trummer dem Kunstrat der EVN Sammlung an, seit 2020 auch der Österreichischen Ludwig-Stiftung und seit 2023 der VALIE EXPORT-Stiftung.
Von 2012 bis April 2015 leitete Trummer die Kunsthalle Mainz. Seit Mai 2015 ist Trummer Direktor des Kunsthaus Bregenz (KUB).
Trummer ist neben seiner kuratorischen Tätigkeit als Publizist für Gegenwartskunst, sowie als Lehrbeauftragter an verschiedenen Universitäten und Kunsthochschulen tätig. Im Januar 2021 ist sein Buch „Bilder in der Pandemie“ erschienen.

## Schriften
Zuletzt herausgegebene Kataloge (Auswahl):
- Thomas D. Trummer, Kunsthaus Bregenz (Hrsg.): Monira Al Qadiri. Mutant Passages, Köln 2023, ISBN 978-3-7533-0408-3.
- Thomas D. Trummer, Kunsthaus Bregenz (Hrsg.): Anna Boghiguian. Period of Change, Köln 2023, ISBN 978-3-7533-0203-4.
- Thomas D. Trummer, Kunsthaus Bregenz (Hrsg.): Otobong Nkanga. Unearthed, Köln 2022, ISBN 978-3-7533-0025-2.
- Thomas D. Trummer, Kunsthaus Bregenz (Hrsg.): Anri Sala. Day Still Night Again, Köln 2021, ISBN 978-3-96098-792-5.
- Thomas D. Trummer, Kunsthaus Bregenz (Hrsg.): Jakob Lena Knebl & Ashley Hans Scheirl Seasonal Greetings, Köln 2021, ISBN 978-3-7533-0022-1.
- Thomas D. Trummer: Bilder in der Pandemie, Köln 2021, ISBN 978-3-96098-939-4.
- Thomas D. Trummer, Kunsthaus Bregenz (Hrsg.): Peter Fischli. Köln 2020, ISBN 978-3-96098-791-8.
- Thomas D. Trummer, Kunsthaus Bregenz (Hrsg.): Bunny Rogers. Köln 2020, ISBN 978-3-96098-790-1.
- Thomas D. Trummer, Kunsthaus Bregenz (Hrsg.): Raphaela Vogel. Köln 2020, ISBN 978-3-96098-679-9.
- Thomas D. Trummer, Kunsthaus Bregenz (Hrsg.): Thomas Schütte. Köln 2019, ISBN 978-3-96098-552-5.
- Thomas D. Trummer, Kunsthaus Bregenz (Hrsg.): Miriam Cahn. Das genaue Hinschauen, Köln 2019, ISBN 978-3-96098-551-8.
- Thomas D. Trummer, Kunsthaus Bregenz (Hrsg.): Simon Fujiwara. The Hope House, Köln 2019, ISBN 978-3-96098-354-5.
- Thomas D. Trummer, Kunsthaus Bregenz (Hrsg.): David Claerbout. Köln 2018, ISBN 978-3-96098-355-2.
- Thomas D. Trummer, Kunsthaus Bregenz (Hrsg.): Mika Rottenberg. Köln 2018, ISBN 978-3-96098-353-8.
- Kunsthaus Bregenz, Thomas D. Trummer (Hrsg.): Adrián Villar Rojas. The Theater of Disappearance, Köln 2017, ISBN 978-3-96098-199-2.
- Kunsthaus Bregenz, Thomas D. Trummer (Hrsg.): Rachel Rose. Köln 2017, ISBN 978-3-96098-098-8.
- Kunsthaus Bregenz, Thomas D. Trummer (Hrsg.): Lawrence Weiner. Wherewithal, Köln 2017, ISBN 978-3-96098-047-6.
- Thomas D. Trummer (Hrsg.): Das Reich ohne Mitte. Wien 2017, ISBN 978-3-96098-047-6.
- Kunsthaus Bregenz, Thomas D. Trummer (Hrsg.): Wael Shawky. Cabaret Crusades, Köln 2017, ISBN 978-3-96098-046-9.
- Kunsthaus Bregenz, Thomas D. Trummer (Hrsg.): Theaster Gates. Black Archive, Köln 2017, ISBN 978-3-86335-913-3.
- Kunsthaus Bregenz, Thomas D. Trummer (Hrsg.): Susan Philipsz. Night and Fog, Köln 2016, ISBN 978-3-86335-912-6.
- Kunsthaus Bregenz, Thomas D. Trummer (Hrsg.): Heimo Zobernig. Köln 2016, ISBN 978-3-86335-827-3.
- Skulpturenpark Köln, Thomas D. Trummer (Hrsg.): KölnSkulptur #8. Köln 2015, ISBN 978-3-86335-802-0.
- Beatrix Ruf, Julia Stoschek, Thomas D. Trummer (Hrsg.): Ed Atkins. Zürich 2014, ISBN 978-3-03764-359-4.
- Ute Meta Bauer, Thomas D. Trummer (Hrsg.): Artistic Research. London 2013, ISBN 978-3-86335-387-2.
- Kasper König, Thomas D. Trummer (Hrsg.): Vor dem Gesetz. Köln 2012, ISBN 978-3-86335-081-9.
- Heike Munder, Thomas D. Trummer (Hrsg.): Displaced Fractures. Zürich 2011, ISBN 978-3-03764-177-4.
- Trevor Smith, Thomas Trummer (Hrsg.): I Repeat Myself When Under Stress. Detroit 2010, ISBN 978-0-9791991-9-6.
- Thomas Trummer, Paul Willemsen (Hrsg.): Actors & Extras. Brüssel 2009, ISBN 978-90-76855-00-4.
- Branka Andjelkovic, Marko Lulic, Thomas Trummer (Hrsg.): Zidovi na ulici / Walls in the Street. Frankfurt am Main 2008, ISBN 978-3-86895-005-2.
- Agnes Husslein-Arco, Heike Munder, Thomas Trummer (Hrsg.): Markus Schinwald. Zürich 2007, ISBN 978-3-905829-22-8.
- Thomas Trummer (Hrsg.): Endless Sphere/Безкрайня сфера. Berlin 2008, ISBN 978-3-86895-002-1.
- Thomas Trummer (Hrsg.): Voice & Void. New York 2007, ISBN 978-1-888332-31-5.
- Tobias G. Natter, Thomas Trummer (Hrsg.): nach Schiele. Köln 2006, ISBN 3-8321-7722-1.
- Tobias G. Natter, Thomas Trummer (Hrsg.): Die Tafelrunde. Egon Schiele und sein Kreis. Köln 2006, ISBN 3-8321-7700-0.
- Thomas Trummer (Hrsg.): Kurt Kren. Das Unbehagen am Film. Wien 2006, ISBN 3-85449-252-9.
- Thomas Trummer (Hrsg.): Déjà-vu. Der Augen-Blick der Nachträglichkeit in der zeitgenössischen Kunst. Wien 2006, ISBN 3-85160-069-X.
- Thomas Trummer (Hrsg.): Stimmen-Bilder. Frankfurt am Main 2005, ISBN 3-86588-038-X.
- Thomas Trummer (Hrsg.): Ulysses. Wien 2004, ISBN 3-85498-378-6.
- Thomas Trummer (Hrsg.): Panamarenko. Multiples. Frankfurt am Main 2003, ISBN 3-936919-89-5.
- Thomas Trummer (Hrsg.): Valie Export. Serien. Frankfurt am Main 2004, ISBN 3-86588-050-9.
- Thomas Trummer (Hrsg.): 22 Interviews. Frankfurt am Main 2003, ISBN 3-86588-118-1.
- Thomas Trummer (Hrsg.): Trauer. Wien 2003, ISBN 3-85165-606-7.
- Thomas Trummer (Hrsg.): The Waste Land. Wien 2001, ISBN 3-85266-174-9.

## Ausstellungen
- 2025 Precious Okoyomon, one either loves oneself or one knows oneself, Kunsthaus Bregenz
- 2024 Tarek Atoui, Kunsthaus Bregenz
- 2024 Günter Brus, Kunsthaus Bregenz
- 2023 Solange Pessoa, Kunsthaus Bregenz
- 2023 Michael Armitage, Pathos and the Twilight of the Idle, Kunsthaus Bregenz
- 2023 Anna Jermolaewa, KUB-Collection, Kunsthaus Bregenz
- 2023 Monira Al Qadiri, Mutant Passages, Kunsthaus Bregenz
- 2023 VALIE EXPORT, Oh Lord, Don´t Let Them Drop That Atomic Bomb on Me, Kunsthaus Bregenz
- 2022 Anna Boghiguian, Kunsthaus Bregenz
- 2022 Jordan Wolfson, Kunsthaus Bregenz
- 2022 Otobong Nkanga und Anna Boghiguain, Kunsthaus Bregenz in Venedig, Scuola di San Pasquale
- 2022 Dora Budor, Kunsthaus Bregenz
- 2022 Otobong Nkanga, Kunsthaus Bregenz
- 2021 Anri Sala, Kunsthaus Bregenz
- 2021 Pamela Rosenkranz, Kunsthaus Bregenz
- 2021 Marcel Bascoulard, Kunsthaus Bregenz
- 2020 Jakob Lena Knebl, Ashley Hans Scheirl, Kunsthaus Bregenz
- 2020 Peter Fischli, Kunsthaus Bregenz
- 2020 Unvergessliche Zeit, Helen Cammock, William Kentridge and the Center of the Less Good Idea, Annette Messager, Rabih Mroué, Markus Schinwald, Marianna Simnett, Ania Soliman, Kunsthaus Bregenz
- 2020 Bunny Rogers, Kunsthaus Bregenz
- 2019 Anne Marie Jehle, Fassadenprojekt, Kunsthaus Bregenz
- 2019 Raphaela Vogel, Kunsthaus Bregenz
- 2019 Thomas Schütte, Kunsthaus Bregenz
- 2019 Miriam Cahn, Kunsthaus Bregenz
- 2019 Ed Atkins, Kunsthaus Bregenz
- 2018 Tacita Dean, Kunsthaus Bregenz
- 2018 Mika Rottenberg, Kunsthaus Bregenz
- 2018 David Claerbout, Kunsthaus Bregenz
- 2018 Simon Fujiwara, Hope House, Kunsthaus Bregenz
- 2017 Peter Zumthor, Dear to Me, Kunsthaus Bregenz
- 2017 Adrián Villar Rojas, The Theater of Disappearance, Kunsthaus Bregenz
- 2017 Rachel Rose, Kunsthaus Bregenz
- 2016 Lawrence Weiner, Wherewithal, Kunsthaus Bregenz
- 2016 Wael Shawky, Kunsthaus Bregenz
- 2016 Theaster Gates, Black Archive, Kunsthaus Bregenz
- 2016 Susan Philipsz, Night and Fog, Kunsthaus Bregenz
- 2015 Heimo Zobernig Kunsthaus Bregenz
- 2015 Forster 1754–2015. Camille Henrot, Lothar Baumgarten, Friedemann von Stockhausen, gemeinsam mit Stephanie Böttcher und Trevor Smith, Kunsthalle Mainz
- 2015 Mainzer Ansichten. 111 Künstler/innen in einem Büro, Kunsthalle Mainz
- 2015 Lois Weinberger, Kunsthalle Mainz
- 2014 Matt Mullican, Kunsthalle Mainz
- 2014 Ed Atkins, Bruce Nauman, Kunsthalle Mainz
- 2014 Les Gueules Cassées. Die Narben des Ersten Weltkriegs in der zeitgenössischen Kunst, gemeinsam mit Markus Schinwald, Kunsthalle Mainz
- 2013 Monica Bonvicini, Sterling Ruby, Kunsthalle Mainz
- 2013 Thomas Schütte, Danh Vo. Das Reich ohne Mitte, Kunsthalle Mainz
- 2013 David Claerbout, Kunsthalle Mainz
- 2012 Attila Csörgő und Roman Signer, Kunsthalle Mainz
- 2012 Lara Favaretto, Ryan Gander, Alina Szapocznikow, Galerie Martin Janda, Wien
- 2011 Vor dem Gesetz, gemeinsam mit Kasper König, Museum Ludwig, Köln
- 2010 Displaced Fractures, gemeinsam mit Heike Munder, migros museum, Zürich
- 2010 The Science of Imagination, gemeinsam mit Hajnalka Somogyi, Ludwig Múzeum, Budapest
- 2010 Artistic Research, gemeinsam mit Ute Meta Bauer, MIT, Cambridge, MA
- 2009 Actors and Extras, argos, Brüssel
- 2009 Coral Visual, Casa de la Cultura, Buenos Aires
- 2009 Several Silences, gemeinsam mit Hamza Walker, The Renaissance Society, Chicago
- 2009 I Repeat Myself When Under Stress, gemeinsam mit Trevor Smith, The Museum of Contemporary Art, Detroit
- 2008 Endless Sphere, Center of Contemporary Art, Kiew
- 2008 Zidovi na ulici / Walls in the Street, gemeinsam mit Branka Andjelkovic und Marko Lulic, Muzej savremene umetnosti, Belgrad
- 2008 Voice & Void, The Aldrich Contemporary Art Museum, Ridgefield, CT
- 2007 Markus Schinwald, Atelier Augarten, Belvedere, Wien und migros museum Zürich
- 2006 nach Schiele, gemeinsam mit Tobias G. Natter, Belvedere, Wien
- 2006 Kurt Kren, Atelier Augarten, Belvedere, Wien
- 2005 Déjà-vu, Atelier Augarten, Belvedere, Wien
- 2004 VALIE EXPORT-Serien, Atelier Augarten, Belvedere, Wien
- 2004 Ulysses, Atelier Augarten, Belvedere, Wien
- 2003 Panamarenko Multiples, Atelier Augarten, Belvedere, Wien
- 2003 Trauer, Atelier Augarten, Belvedere, Wien
- 2001 The Waste Land, Atelier Augarten, Belvedere, Wien
- 2000 Re_Public, gemeinsam mit Eva M. Stadler, Expo 2000, Hannover
- 1999 Aufnahmen, Fotografische Recherchen in der Stadt, Atelier Augarten, Belvedere, Wien
- 1998 Mise en Scène, gemeinsam mit Eva M. Stadler, Grazer Kunstverein
- 1997 need for speed, gemeinsam mit Eva M. Stadler, Grazer Kunstverein
- 1996 Fernbedienung, gemeinsam mit Eva M. Stadler, Grazer Kunstverein
- 1994 esprit d´amusement, gemeinsam mit Eva M. Stadler, Grazer Kunstverein